# Цівків

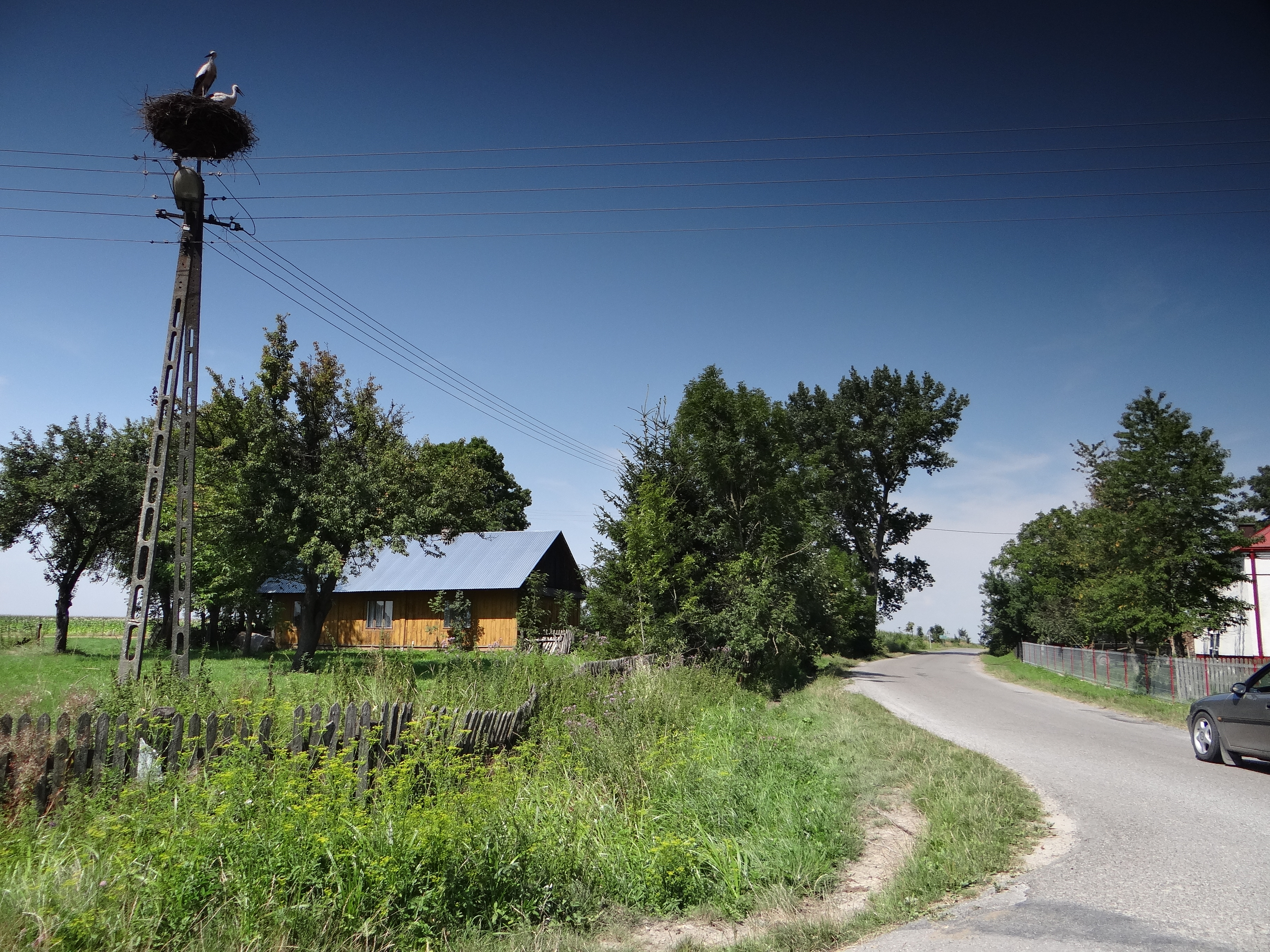

Цівків (пол. Cewków, Цевкув) — село в Польщі, у гміні Старий Диків Любачівського повіту Підкарпатського воєводства.
Населення — 1535 осіб (2011).

## Історія
Станом на 1 січня 1939 року в селі було 2890 мешканців, з них 1240 українців-грекокатоликів, 1440 українців-римокатоликів, 50 поляків і 160 євреїв. Село входило до ґміни Дзікув Стари Любачівського повіту Львівського воєводства Польської республіки. 26 вересня 1939 року в село ввійшла Червона армія. Однак Сталін обміняв Закерзоння на Литву і на початку жовтня СРСР передав Цівків німцям. Поряд із селом проліг кордон.
У 1975-1998 роках село належало до Перемишльського воєводства.

## Релігія
Церква св. Дмитра; в церковних актах наприкінці ХІХ ст. зберігався дарчий запис, яким його власник Адам Микола Сенявський з Гранова, тоді рогатинський староста, у 1689 році записав певне майно її пресвітерам о. Данилу та Василю; через відсутність ремонту недавно зруйнувалося підтіння церкви. Була парафіяльною церквою Чесанівського деканату Перемишльської єпархії.

## Демографія
У 1859 році в селі проживали 1843 мешканці.
Демографічна структура станом на 31 березня 2011 року:
|          | Загалом | Допрацездатний вік | Працездатний вік | Постпрацездатний вік |
| -------- | ------- | ------------------ | ---------------- | -------------------- |
| Чоловіки | 773     | 163                | 519              | 91                   |
| Жінки    | 762     | 173                | 384              | 205                  |
| Разом    | 1535    | 336                | 903              | 296                  |